# 1852년 프랑스 총선
1852년 프랑스 총선은 루이 나폴레옹 보나파르트 대통령의 친위쿠데타 이후 1852년 2월 29일가 3월 14일에 프랑스에서 치러진 총선으로, 집권여당인 보나파르트당이 절대 다수를 차지하였다.

## 선거 결과
정당별 의석수
| 정당         | 의석수 |
| ------------ | ------ |
| 보나파르트당 | 253    |
| 왕당파       | 7      |
| 공화파       | 3      |
| 합계         | 263    |

루이 나폴레옹 보나파르트 대통령의 친위쿠데타로 국민의회 다수당이던 부르주아 중심의 보수야당 질서당을 강제해산시켜버렸다. 대통령을 중심으로 한 보나파르트당은 263석중 253석이라는 절대 다수를 차지함과 더불어, 7석인 왕당파와도 연합한다.